# FC Rosengård
FC Rosengård är en fotbollsförening från stadsdelen Rosengård i Malmö i Skåne. Hemmaarena är Rosengårds Södra IP. Föreningen bildades den 4 september 1917 som Malmö boll och idrottsförening (MBI) (se separat artikel). Genom en sammanslagning av föreningarna Malmö boll- och idrottsförening (MBI) och Turk Anadolu FF (TAFF) ändrades namnet 2001 till Malmö Anadolu Boll & Idrottsförening (MABI). Efter säsongen 2008 namnändrades föreningen till FC Rosengård. Ordförande i föreningen är Håkan Wifvesson. År 2013 gick LDB FC Malmö och FC Rosengård in i en sammanslagning. Då ändrade LDB FC Malmö sitt namn till FC Rosengård.   
A-laget för herrar befann sig år 2001 i division fyra men avancerade på tre år upp till Division 2, där de också spelar idag. Som högst har laget varit uppe i Division 1, senast säsongen 2017. Juniorerna spelade ett år i Juniorallsvenskan Elit och damlaget spelade före sammanslagningen i division 4. I form av MBI har klubben spelat i Sveriges näst högsta serie. MBI bedrev tidigare även andra idrotter, såsom handboll med mera.
Föreningen har även uppmärksammats i media för sin omfattande sociala verksamhet i form av olika arbetsmarknadsprojekt och ungdomsprojekt.
Klubben har ungefär 800 medlemmar varav nära 450 är aktiva. Bland kända spelare som fostrats i MBI märks Zlatan Ibrahimović även moderklubb, Yksel Osmanovski och Labinot Harbuzi.

## Spelartruppen
| Nummer      | Land             | Spelare            | Födelsedatum      | Kom från             | Moderklubb               |           |
| Målvakter   | Målvakter        | Målvakter          | Målvakter         | Målvakter            | Målvakter                | Målvakter |
| ----------- | ---------------- | ------------------ | ----------------- | -------------------- | ------------------------ | --------- |
| 1           | Sverige          | Ian Pettersson     | 21 juli 2002      | Hammarby TFF         | Helsingborgs Allmänna IS |           |
| 12          | Palestina (stat) | Ahmed Roshdi       | 14 december 1998  | Älgarna-Härnösand IF | Norrby IF                |           |
| 27          | Slovenien        | Izidor Krošelj     | 1 juli 2000       | Sävedalens IF        | Ilirija 1911             |           |
| 56          | Sverige          | Hugo Dahlberg      | 19 mars 2009      | FC Rosengård U       | Husie IF                 |           |
| Försvarare  |                  |                    |                   |                      |                          |           |
| 2           | Sverige          | Adrian Colak       | 18 september 2004 | Ängelholms FF        | IF Limhamn Bunkeflo      |           |
| 5           | Sverige          | Hannes Cederholm   | 18 april 1996     | Prespa Birlik        | Husie IF                 |           |
| 6           | Sverige          | Emil Grimbe        | 16 februari 1994  | Prespa Birlik        | Bara GIF                 |           |
| 10          | Sverige          | Kevin Robèrt       | 13 maj 1997       | Eskilsminne IF       | Kulladals FF             |           |
| 20          | Sverige          | Arian Sawsani      | 21 mars 2004      | Bergdalens IK        | Hässleholmen BK          |           |
| 26          | Liberia          | Prince Balde       | 23 mars 1998      | Drita                | Liberia                  |           |
| Mittfältare |                  |                    |                   |                      |                          |           |
| 7           | Sverige          | Mahmoud Jafleh     | 27 oktober 2008   | FC Rosengård U       | Kristianstad FC          |           |
| 8           | England          | Joshua Richards    | 18 januari 1999   | FC Trollhättan       | Plymouth Argyle          |           |
| 13          | Nigeria          | Emmanuel Igbonekwu | 16 januari 2002   | Malmö FF             | Capital City             |           |
| 14          | Sverige          | Granit Stagova     | 8 maj 1997        | Torns IF             | Kristianstad BoIS        |           |
| 17          | Sverige          | Yoel Embaye        | 6 oktober 1999    | FC Trollhättan       | Ersboda SK               |           |
| 19          | Sverige          | Gustaf Backaliden  | 15 september 1997 | Torns IF             | BK Flagg                 |           |
| 21          | Sverige          | Filip Aronsson     | 0 december 2009   | FC Rosengård U       | Sverige                  |           |
| 23          | Kosovo           | Argjend Malaj      | 16 oktober 1993   | FC Trollhättan       | KEK-u                    |           |
| 28          | Kosovo           | Alfred Ajdarevic   | 20 juni 1998      | Örebro Syrianska IF  | Rinia IF                 |           |
| 99          | Sverige          | Alexander Robért   | 25 juni 2001      | BK Olympic           | Kulladals FF             |           |
| Anfallare   |                  |                    |                   |                      |                          |           |
| 9           | Sverige          | Leeroy Nyenti      | 15 juni 2008      | FC Rosengård U       | FC Möjligheten           |           |
| 11          | Sverige          | Emil Johansson     | 21 juni 2000      | IFK Malmö            | Furulunds IK             |           |
| 15          | Sverige          | Mattias Andersson  | 8 april 2002      | BK Olympic           | IF Limhamn Bunkeflo      |           |
| 18          | Sverige          | Ahmad Radi         | 16 maj 2004       | Oskarshamns AIK      | Oxie SK                  |           |
| 22          | Sverige          | Cihan Sener        | 23 januari 1996   | FC Trollhättan       | Strands IF               |           |
| 31          | Sverige          | Max Olsson         | 20 april 1999     | Norrby IF            | Tomelilla IF             |           |
| 39          | Sverige          | Isak Magnusson     | 16 juni 1998      | Östers IF            | Lindås BK                |           |